# Ut mysticam
Ut mysticam è un motu proprio emanato da papa Leone XIII il 14 marzo 1891, con cui veniva autorizzata la fondazione della Specola Vaticana; essa venne successivamente creata direttamente nell'edificio del precedente osservatorio pontificio vaticano, posizionato nella Torre Gregoriana, istituito ben nel 1579 da papa Gregorio XIII e fu affidata in gestione al collegio dei gesuiti già operante nella sede precedente. Grazie a Ut Mysticam fu possibile per gli astronomi vaticani continuare lo studio dei cieli in una sede più appropriata.